# Tanberg

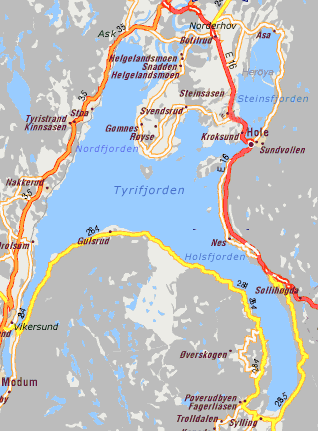
Tyrifjord

Tanberg, ursprünglich „Þornberg“, ist ein alter, großer Herrensitz mit Landgut in der norwegischen Kommune Ringerike, das sich vom Südufer des Tyrifjords bis östlich der heutigen Europastraße E 16 erstreckte.
Der erste bekannte Besitzer war der Lehnsmann Alv von Þornberg († 1278). Er war mit Ingebjørg Bårdsdatter, der Schwester von Skule Bårdsson, verheiratet. Ihr Sohn, der Lehnsmann Erling Alvsson († 1283) war der Vater von Jarl Alv Erlingsson († 1290). Nach dessen Tod ging das Landgut in den Besitz des Königs. König Håkon Magnusson stiftete es 1304 an die Marienkirche in Oslo. Später wurde es wieder privates Eigentum.
Um 1500 wurde das Landgut in viele Einzelgrundstücke aufgeteilt. Das Grundstück Vestre Tanberg war von 1791 bis 1892 auf Grund der königlichen Verordnung vom 2. September 1791 Sitz eines Kompaniechefs (sjefsgård). Dort befand sich auch einer der ältesten Exerzierplätze Norwegens, Tanbergmoen. In der Zeit zwischen 1898 und 1908 wurde es wieder zu einem Großgut zusammengebracht, das aus zwei Teilen besteht: Øvre Tanberg, das östlich der E 16 liegt, sowie der Sjefsgård Vestre Tanberg oder Nedre Tanberg am Südufer des Tyrifjordes. 1874 wurde das zweistöckige Hauptgebäude errichtet. 2006 hatte das Gesamtareal 1300 Hektar, von denen 85 Hektar landwirtschaftlich und 1160 Hektar forstwirtschaftlich genutzt werden.
Auf dem Gut wuchs die Pädagogin für Gehörlose Jacobine Rye (1861–1939) auf.
In Øvre Tanberg befand sich von 1928 bis 1952 Tanbergs Fuchsfarm, Norwegens größte Farm zur Erzeugung von Blaufuchsfellen und eine der größten Fuchsfarmen Nordeuropas, international für ihre hervorragende Fuchsfellqualität bekannt.